# 六氏先生

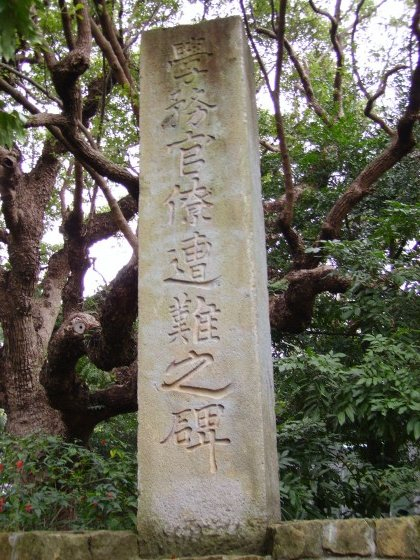
學務官僚遭難之碑

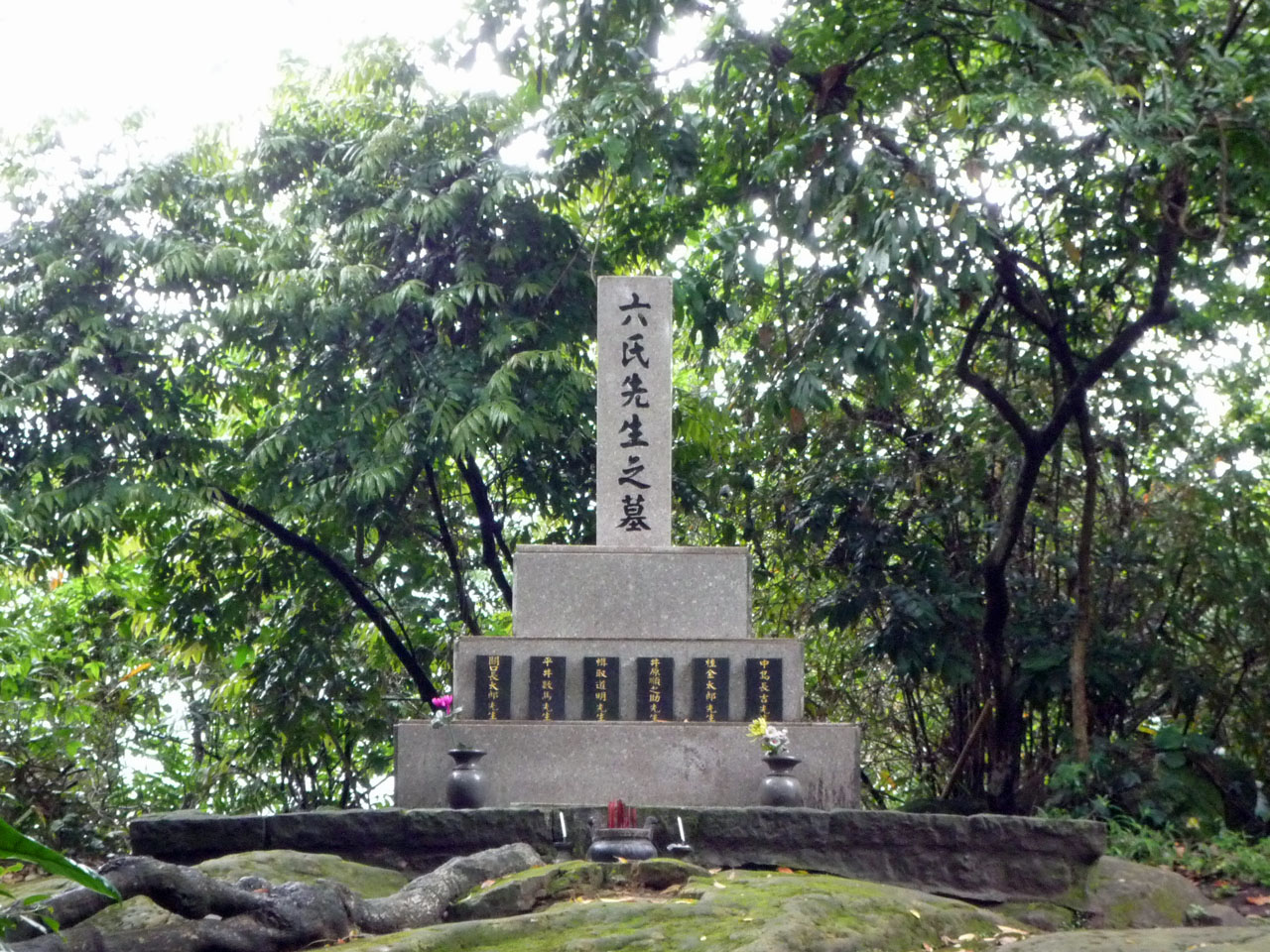
六氏先生之墓

六氏先生是指1896年1月1日於台北市芝山岩附近遭抗日人士殺害的六位日本籍小學老師，先生於日語即為「老師」的意思。此事件震撼全台灣甚至全日本，不但造成任職的芝山巖學堂停課三個月，日本首相伊藤博文親自擬碑文悼念，也於1929年興建芝山巖祠祭祀該六位老師，並於每年二月一日舉行祭典。

## 背景
1894年，大清與日本因為朝鮮的主權問題而爆發甲午戰爭。次年4月17日大清與日本簽訂「馬關條約」。清廷一方面承認朝鮮獨立；另一方面也將遼東半島、台灣及澎湖列島割讓予日本。5月17日，該條約生效，台灣與澎湖歸屬日本領土，惟最後遼東半島因俄、德、法干涉而沒有割讓與日本。5月21日，台灣總督府成立，樺山資紀成為第一任台灣總督。
在教育方面，當時日本政府對台灣在「放任驅逐」與「同化」兩教育政策中選擇了後者，並任命伊澤修二為台灣總督府第一任學務部長，積極展開普及日語工作，藉以加快同化政策。基此政策伊澤修二積極於日本本土招募老師前往台灣，並順利招募到六位老師。

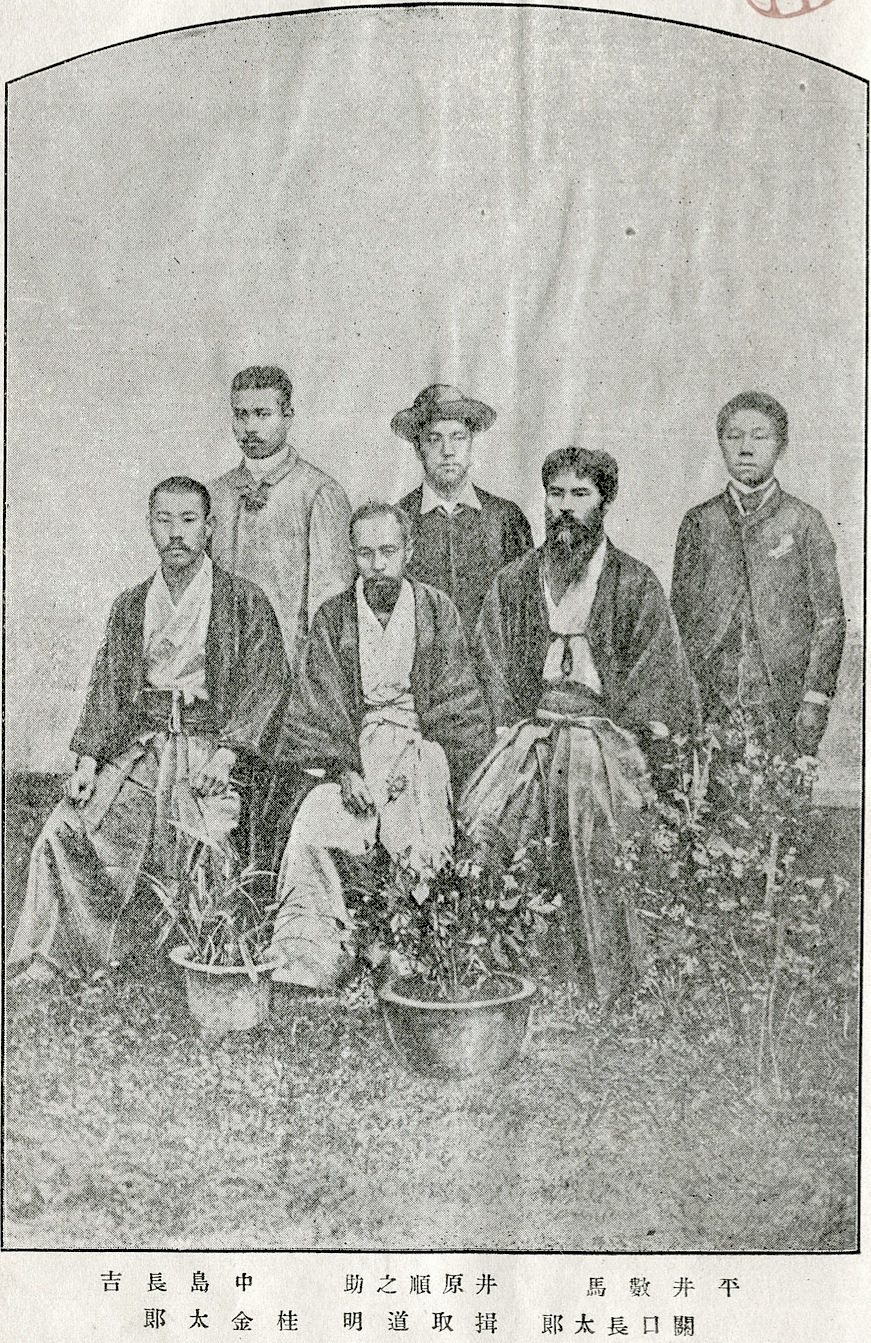
六人合影

這六位老師分別是：
- 山口縣，楫取道明，38歳
- 愛知縣，關口長太郎，37歳
- 群馬縣，中島長吉，25歳
- 東京都，桂金太郎，27歳
- 山口縣，井原順之助，23歳
- 熊本縣，平井數馬，17歳

## 經過
1895年6月26日（一說1895年7月12日），因應八芝蘭一帶文教氣息濃厚，台灣總督府學務部特地從大稻埕遷至芝山巖惠濟宮，並於該宮後殿開設芝山巖學堂招募國語傳習生，因此這裡是日本時代的「全台教育發祥地」。其中，國語即指日語，而傳習生任務即擔任推廣普及日語的責任。
伊澤修二與六氏先生開始招生至9月20日止，共招台灣本島人21名，分甲 、乙、丙三組，並於惠濟宮後殿內，由此六位老師對其21名傳習生教授日語。
1896年1月1日，六位任教於芝山巖學堂的老師本想前往台北城內的總督府（時為日治初期，新總督府尚未建成，總督沿用原台灣布政使司衙門辦公，即今台北中山堂址）慶祝元旦，於中途遭遇台北城內動亂，於是返回學校。不料，返回山上途中於山下遭遇到數百名抗日人士，並慘遭斬首殺害（六位老師的金品也被搶光），史稱芝山巖事件。
該事件震驚日本政府，為免爾後招募老師與推廣日語工作困難，台灣總督府除了積極追捕涉案者，也決定鄭重安葬六位罹難者。

## 碑文
1896年2月1日，台灣總督府將六位遇難老師骨灰安葬於芝山巖山頂的大樟樹處，並舉行盛大追思典禮。7月1日台灣總督府於芝山巖山頂設立「學務官僚遭難之碑」，並由日本內閣總理大臣（首相）伊藤博文親擬碑文及篆字。該碑文為：
臺灣全島，歸我版圖，革故鼎新，聲教為先，正五位楫取道明等六人，帶學務，派八芝蘭士林街，專從其事，會土匪蜂起，道明等死之。時明治廿九年一月一日也。內閣總理大臣大勳位侯爵伊藤博文書

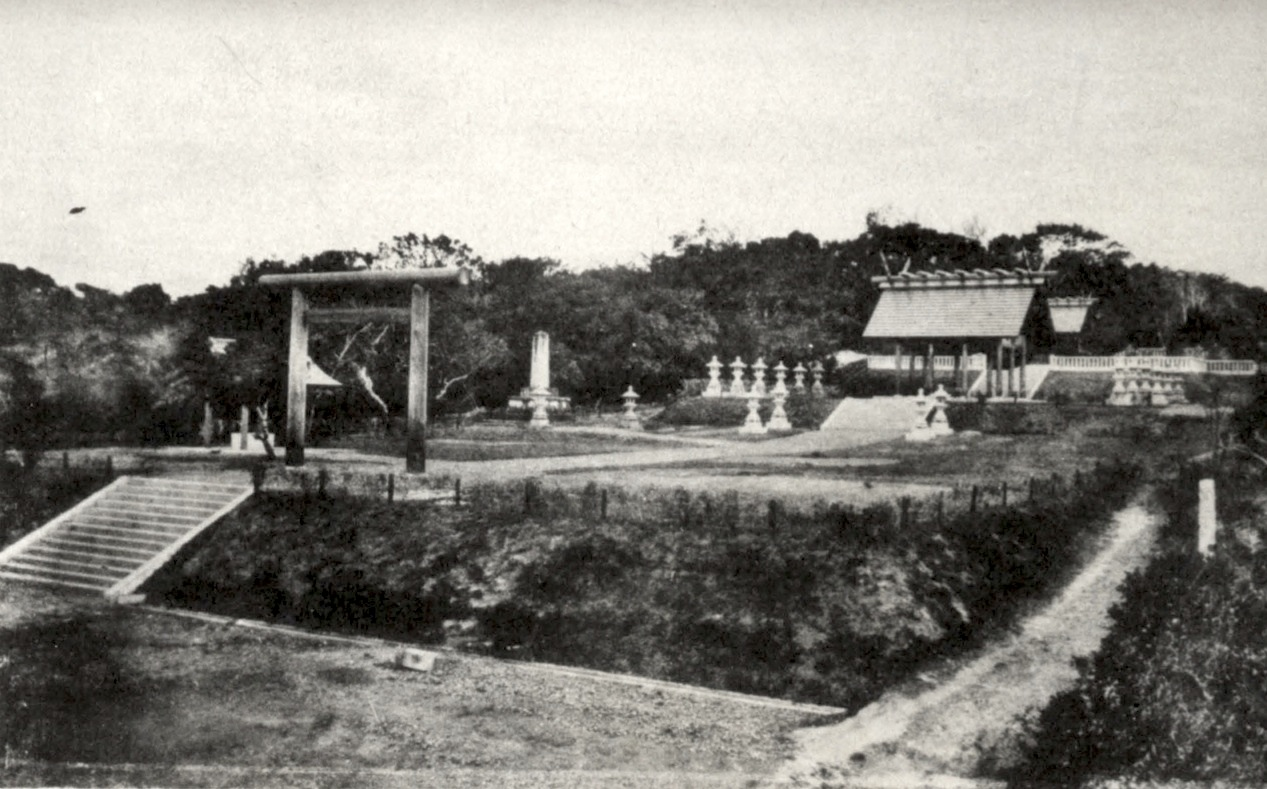
芝山巖祠（芝山巖神社）

1903年，台灣總督府再設「台灣亡教育者招魂碑」與「故教育者姓名碑」於六氏墳墓附近，上面刻著包含六氏先生的所有在台亡故日本教師教育者之姓名。1930年，於六氏先生墓地原址附近設立的數十坪大的芝山巖祠落成，規定每年2月1日為例祭日。並將「六氏先生」塑造成全台灣日本教育者的精神中心，即所謂的芝山巖精神。

## 祭祀
由於1930年芝山巖祠落成，每年2月1日例祭日，總督府代表及教育界人士都會參與祭祀典禮，士林公學校全體師生都要到此參拜並唱頌六氏先生之歌，為每年芝山巖祠之重大典儀。

## 二戰戰後

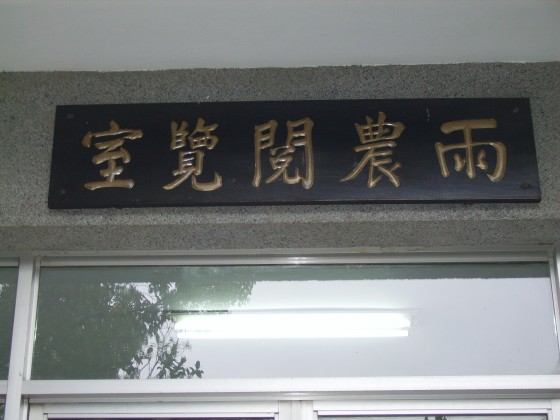
芝山巖祠舊址，紀念戴笠的雨農閱覽室

1945年，二戰結束，日本戰敗。1950年代左右，芝山巖祠連同六氏先生骨灰，墳墓及相關碑文等文物，被悉數搗毀損壞，原址興建紀念戴笠的雨農閱覽室。
1980年代，芝山巖從軍事管制區除名，眾多遭到破壞歷史文物受到重視。1995年，士林國小（原芝山巖學堂）百年校慶時，特以一公尺餘的花崗石重新立六氏先生墓於芝山巖山頂的同歸所附近。2000年，馬英九市府陸續將「學務官僚遭難之碑」、「台灣亡教育者招魂碑」、「故教育者姓名碑」等等其相關歷史等文物復原，豎立於雨農閱覽室附近。
2006年5月，報載台北市議員潘懷宗在台北市議會提出有關「學務官僚遭難之碑」的質詢，建議與紀念同樣事件的「抗日紀念碑」並列，或是兩個碑都遷移至紀念館陳列。